# Fazsindely

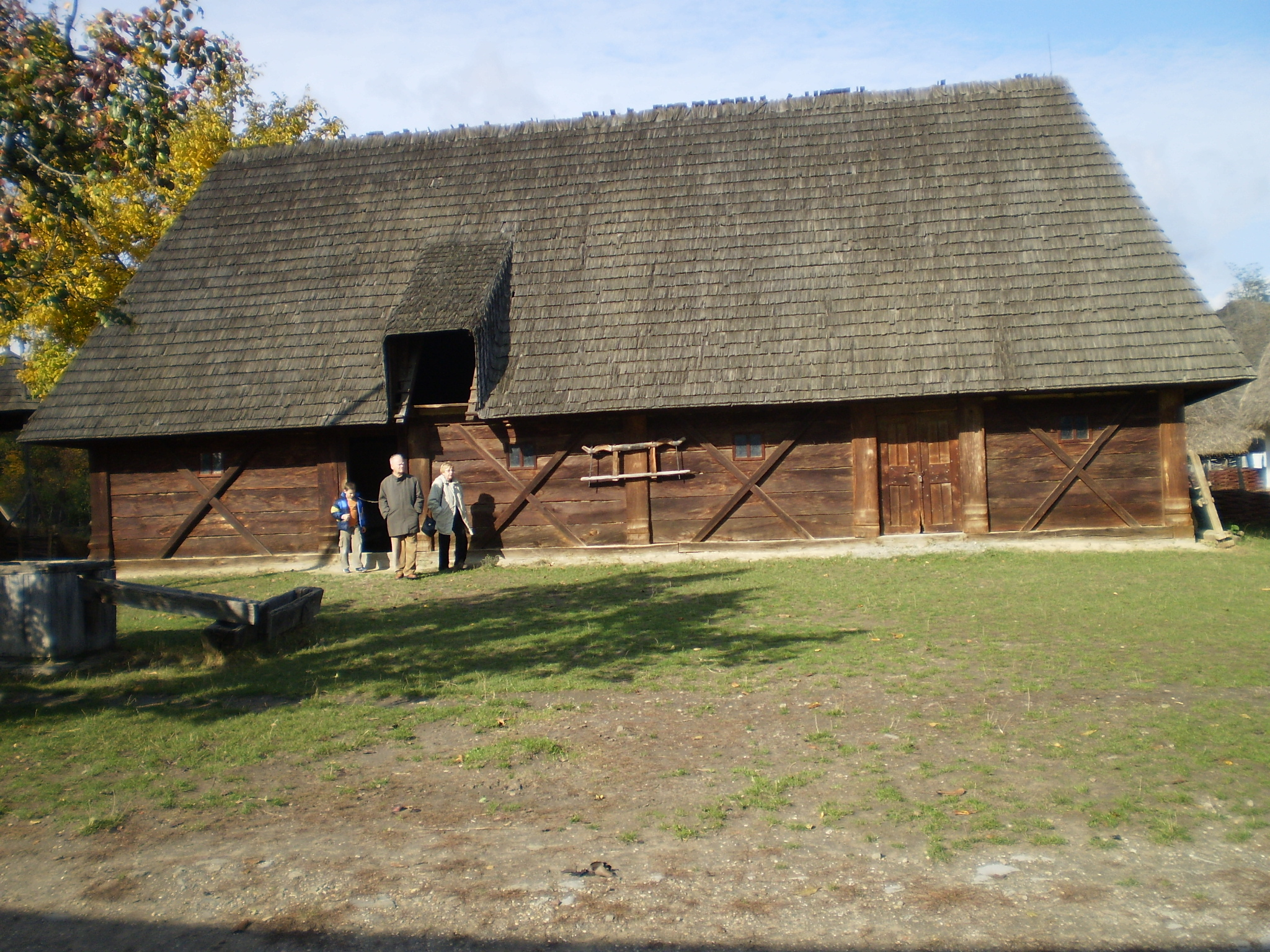
Uszkai porta istállója

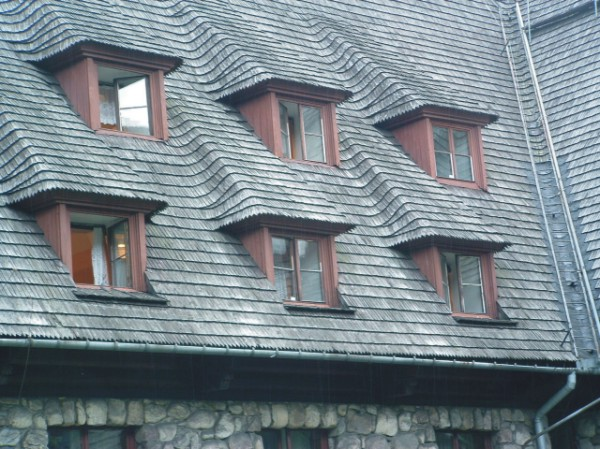
Zsindelytető Zakopanéban, tetőablakokkal

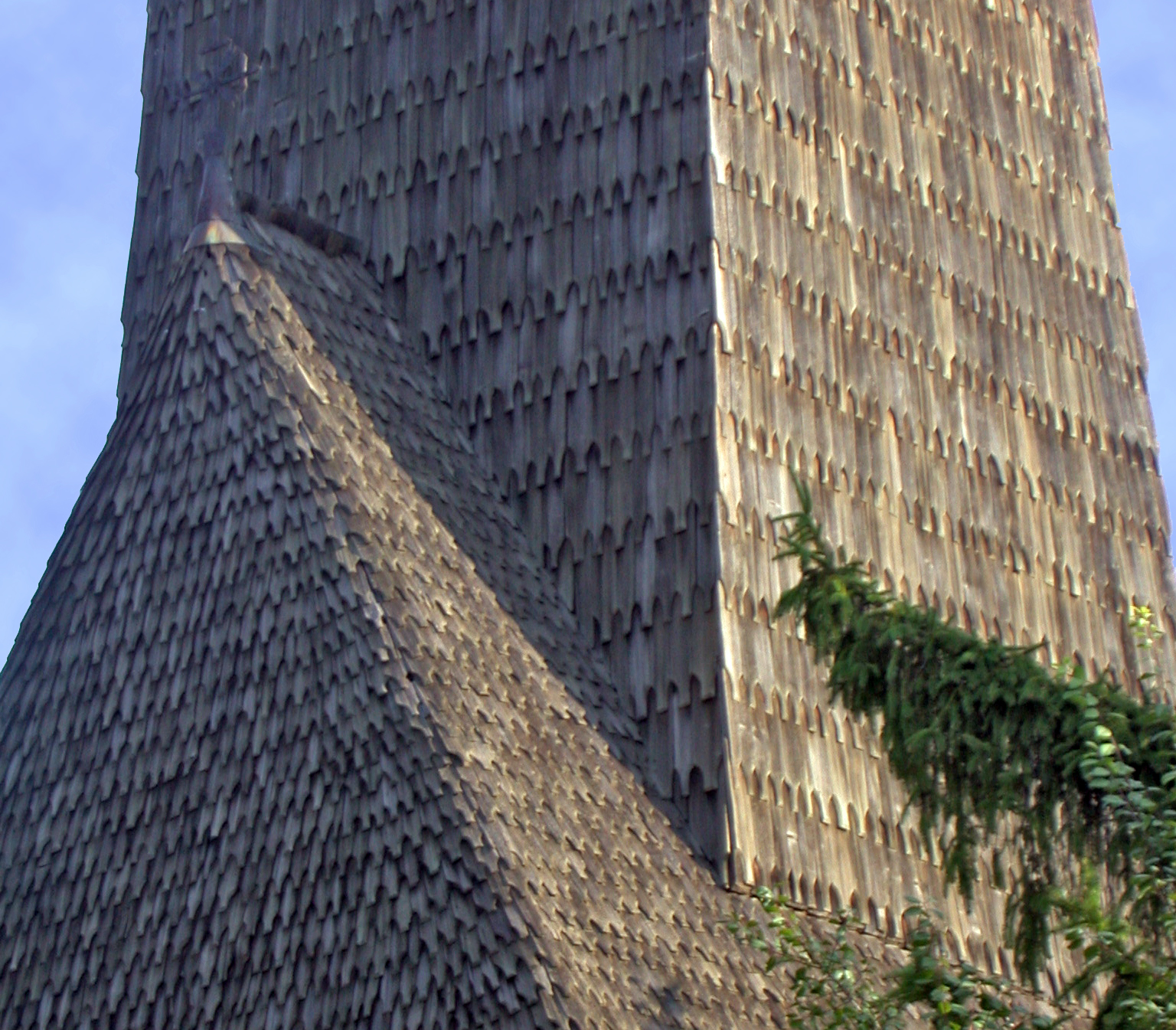
A dragomérfalvi fatemplom tetőzete

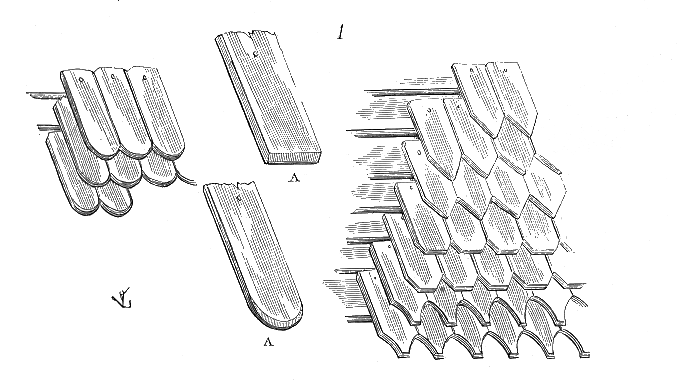
Francia zsindelytípusok a 15–16. században

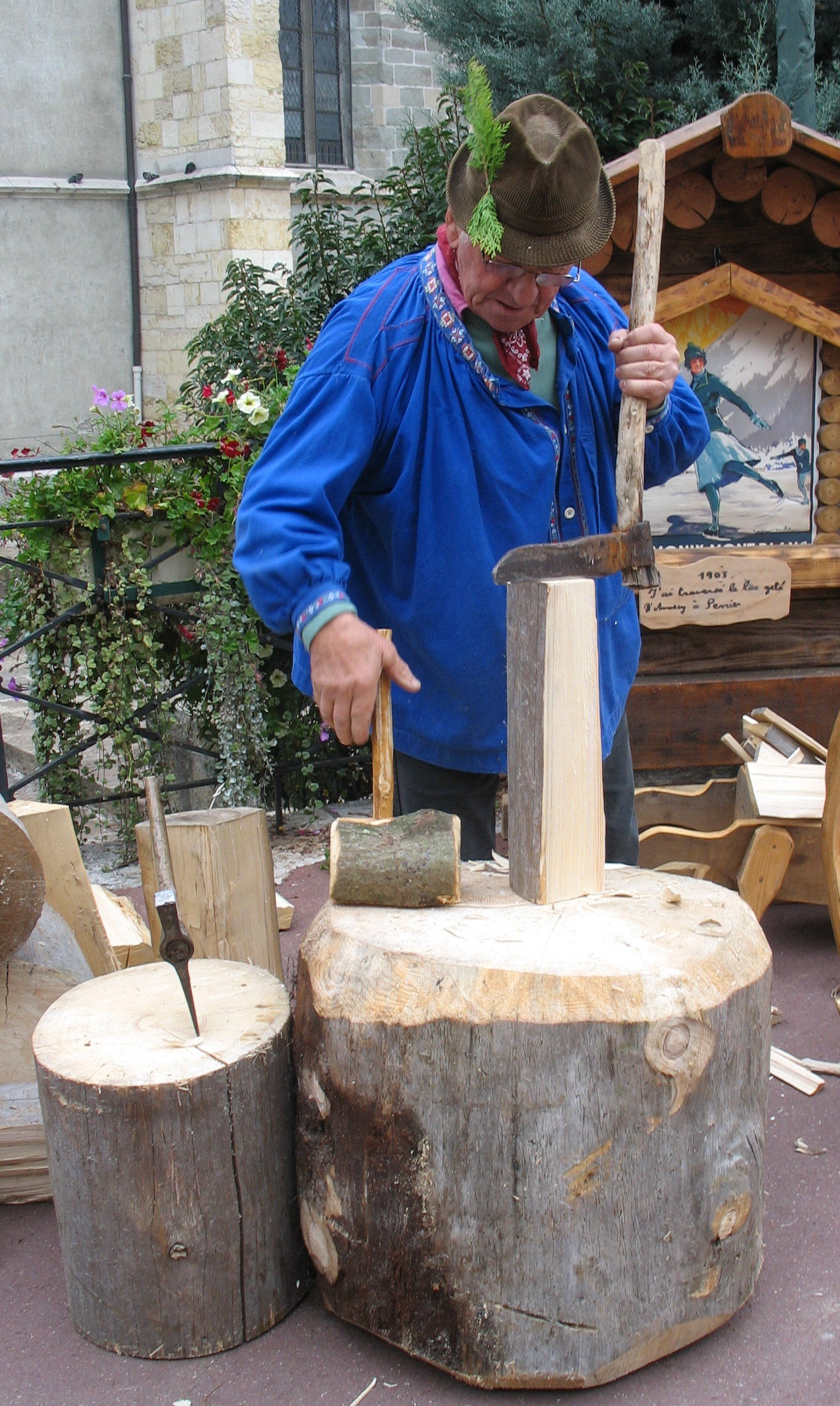
Zsindely hasítása

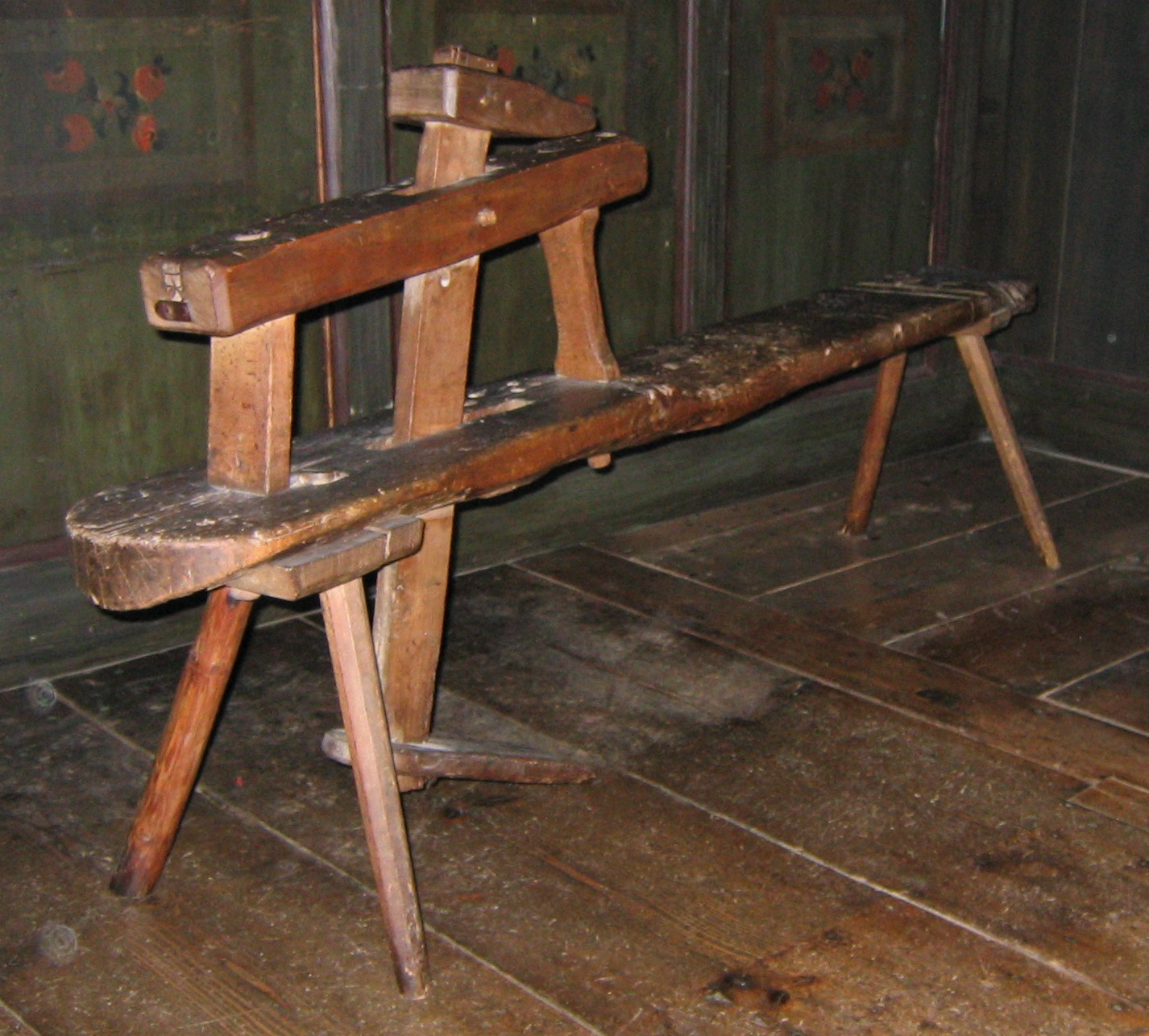
A Közép-Európában elterjedt kézivonó pad

A fazsindely (zsindely) egy-két centiméter vastag, hat–tizenöt centiméter széles, harminc–hatvan centiméter hosszú, hasított vagy fűrészelt fából készült tetőfedő anyag, illetve a belőle készült tető (kisebb elemekből álló, ún. pikkelyes fedés). Fektetése hasonlít a palafedéshez. Az egyes zsindelyek általában enyhén ék alakúak, vastagabb hosszanti oldaluk pedig gyakran hornyolt. A tetőlécekhez szegekkel erősítik őket úgy, hogy a felsőbb sorok alsó vége takarja az alattuk lévőt. Ezáltal egymáshoz illeszkedve és egymást részben fedve vízzáró réteget alkotnak. A zsindely alá ritkított vagy folytonos deszkafedés kerül.

## Anyaga
Többféle fából készülhet, a fő követelmény a faanyag tartóssága, időjárásnak való ellenállósága. Fenyőből, bükkből, tölgyből, Franciaországban gesztenyefából, Thaiföldön tikfából is készítették. Észak-Amerikában leggyakoribb alapanyaga a vörös cédrus fája. A zsindelykészítő mesterek télen vágták ki a zsindelynek való fát, amikor lassabb a nedvkeringés.

## Készítése
Két fő fajtája a hasított és a fűrészelt zsindely. (Készítenek egyik oldalán hasított, a másikon fűrészelt zsindelyt is.) A hasított zsindely előállítása időigényesebb és ezért drágább, de jobban ellenáll a nedvességnek, mivel rostjai nem sérülnek. A 19–20. században zsindelykészítéssel foglalkozó székelyföldi faluban, Kászonjakabfalván a mester előbb fűrésszel 50–75 cm hosszú darabokra vágta a lucfenyőtőkét, majd a darabokat a fejszére (másutt a zsindelyező késre vagy a hasítóékre) fabottal (másutt fakalapáccsal), óvatosan mért csapásokkal („felezővágásokkal”) sugárban előbb félbe, majd négy negyedre, végül kisebb szilánkokra vágta. (A hasítás munkafázisát néhol hidraulikus erővel végezték.) Az így kapott szilánkokat kézvonópadba (faragókecske, csikó) téve, kézivonóval az élénél 10–15 cm szélesre alakította, a fokát pedig hornyolópadban, hornyolóval hornyolta (fáncolta). Ezután galickába téve megszárította őket. (Nyugat-Európában megfüstölték v. kátrányozták.) Ezen a módon naponta ezer zsindelyt lehetett elkészíteni. A zsindelyt régen ki is festették (pirosra vagy zöldre).
Egy közepes méretű házra 11–12 sor zsindely került. Az éleket és a gerincet általában díszesre faragták. A zsindelytető a nedvességtől megduzzadt, az egyes darabok „összeértek”, és csak ekkor vált igazán vízzáróvá. Egy zsindelytető kb. 30 évig tartott, de addig is folyamatos gondozást igényelt.

## Története
Már a történelem előtti korból ismert. Cornelius Nepos szerint Róma házait i. e. 275-ig, tehát 470 éven keresztül zsindellyel fedték. Plinius és Tacitus a germánok zsindelytetőiről írtak. A magyar zsindely szó a német Schindel-ből, az pedig a latin scindulá-ból származik. A latin szó alapja a scindere ('hasít') ige, bár a szóval a klasszikus korban már nem fazsindelyt, hanem agyagból égetett tetőfedő cserepet jelöltek.
Az első zsindelyeket nem szögezték, hanem kövekkel rögzítették. Az Alpokban később farudakkal fedték le a zsindelytetőket. Nyugat-Európában az első évezredben a leggyakrabban használt tetőfedő anyag volt, majd a középkorban nagyrészt áttértek a kevésbé tűzveszélyes palára és cserépre. A kontinens keleti felén épp ellenkezőleg: egyes fában gazdag területeken a 20. századig általánosan használták, másutt pedig kifejezetten drágának számított, és csak templomokat, középületeket, városi házakat fedtek vele.
A zsindely újabb kori tömeges, gépi gyártásának köszönhetően Kanadában és az Egyesült Államokban ma is kedvelt. Európában főként Ausztriában, Svájcban és Skandináviában használják új házak fedésére.

## Zsindelyfedés és zsindelykészítés a Kárpát-medencében
Mivel a zsindely a magyarban német jövevényszó, valószínűleg magát a tárgyat is német mesterek közvetítették a középkorban. A városok, várak, kastélyok tetőfedő anyaga volt, köznépi használatát jelentős regionális különbségek jellemezték. Még ott sem mindenütt készítettek zsindelytetőt, ahol rendelkezésre állt a szükséges faanyag. Míg az Északi-Kárpátok szlovák és ruszin falvaiban általános volt, a magyar lakosságú Felföldön csak az uradalmak és a módosabb parasztok használták, de a 19. század végére körükben is kiment a divatból. A térségen belül Erdélyt tekintik igazi hazájának, de ott sem mindenütt fedtek vele. A 19. században elsőrendű jelentősége volt Székelyföldön, az Erdélyi-középhegységben, Hunyad megyében és a szászok lakta településeken. A fában szegényebb Erdélyi-medencében azonban csak a városok, vásáros helyek, nemesi kúriák, uradalmi épületek, templomok és középületek fedeleként szolgált. A hegyvidékek szegényei számára olcsóbb és egyszerűbb helyettesítője volt a dránica.
A 19. század második felében a gyári vasszeg és a kézifűrész elterjedése, a tutajozás és a vasút a zsindelyfedél rövid ideig tartó konjunktúráját váltották ki. A zsindely kevésbé volt tűzveszélyes, mint a szalma vagy a nád. A fában gazdag vidékeken a legtöbben maguknak készítették, a távolsági kereskedelemhez kötődően azonban már korábban megjelent a zsindelyhasító vagy zsindelymester szakmája. A Székelyföldön részben zsindelykészítésre specializálódtak például Zetelaka, Székelyvarság, Gelence és a már említett Kászonjakabfalva, Máramarosban Batiza, Budfalva és Dragomérfalva, a Szigethegységben Marisel, Intregáld, Csertés és Bulzesd, a Partiumban Mosóbánya és Kötelesmező, Biharban Alsókimpány, Felsőkocsoba és Gurány, Fogaras vidékén Ohába lakói. A dualizmus idején elszaporodó fűrésztelepek már nagy mennyiségű, olcsó gépzsindelyt állítottak elő, amit a vasút nagy távolságokra elszállított. Az akkori Magyarország legnagyobb zsindelygyártó központjává Szeged vált, ahol kb. négyszáz zsindelykészítő munkás dolgozott. Ekkor terjedt el a zsindely Kalotaszeg magyar falvaiban, a Jászságban és a Tiszántúl egyes részein.
A zsindelyfedél hanyatlását a századfordulón a tetőfedő cserép olcsóbbá válása és a tűzvédelmi szabályozások okozták. Az elmaradottabb vidékeken azonban sokfelé még városon is sokáig megmaradt: Zilah házainak többségét például még 1938-ban is zsindely borította. A zsindelykészítés mára „hagyományos mesterséggé” vált, a fazsindely használatában pedig többnyire a hagyományőrzés vagy a szerves anyagok iránti vonzalom játszik szerepet.

## Képgaléria

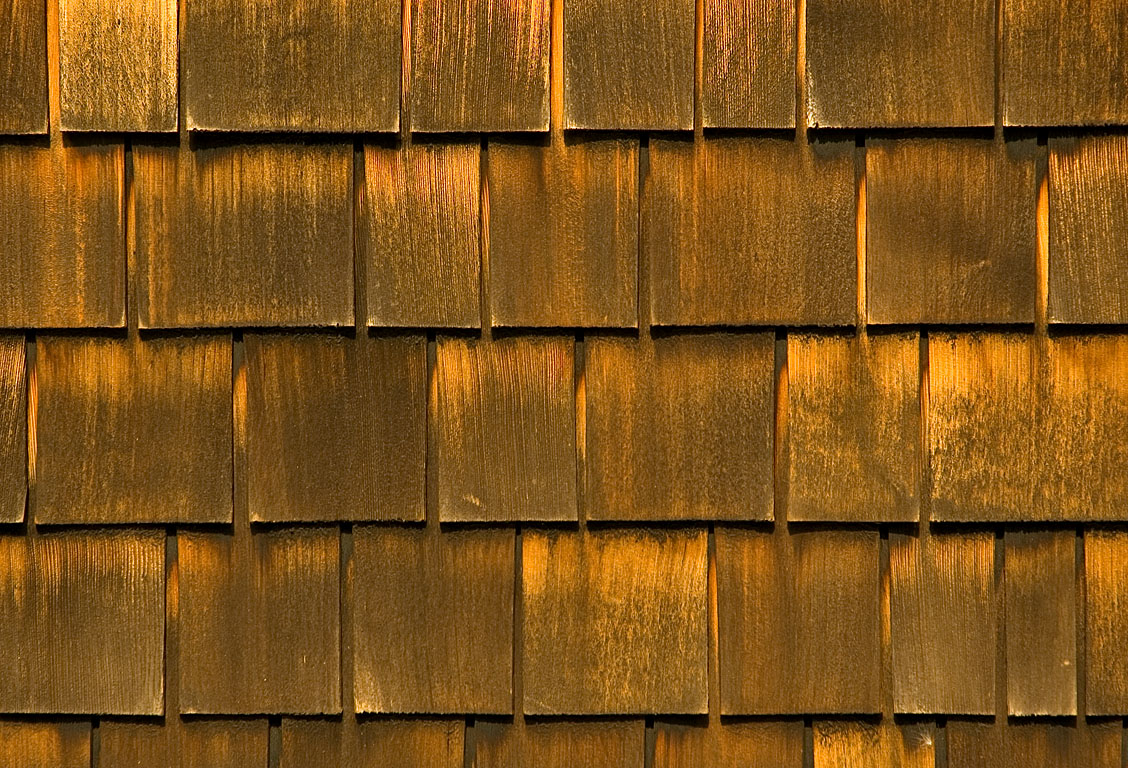
Egyenes zsindely
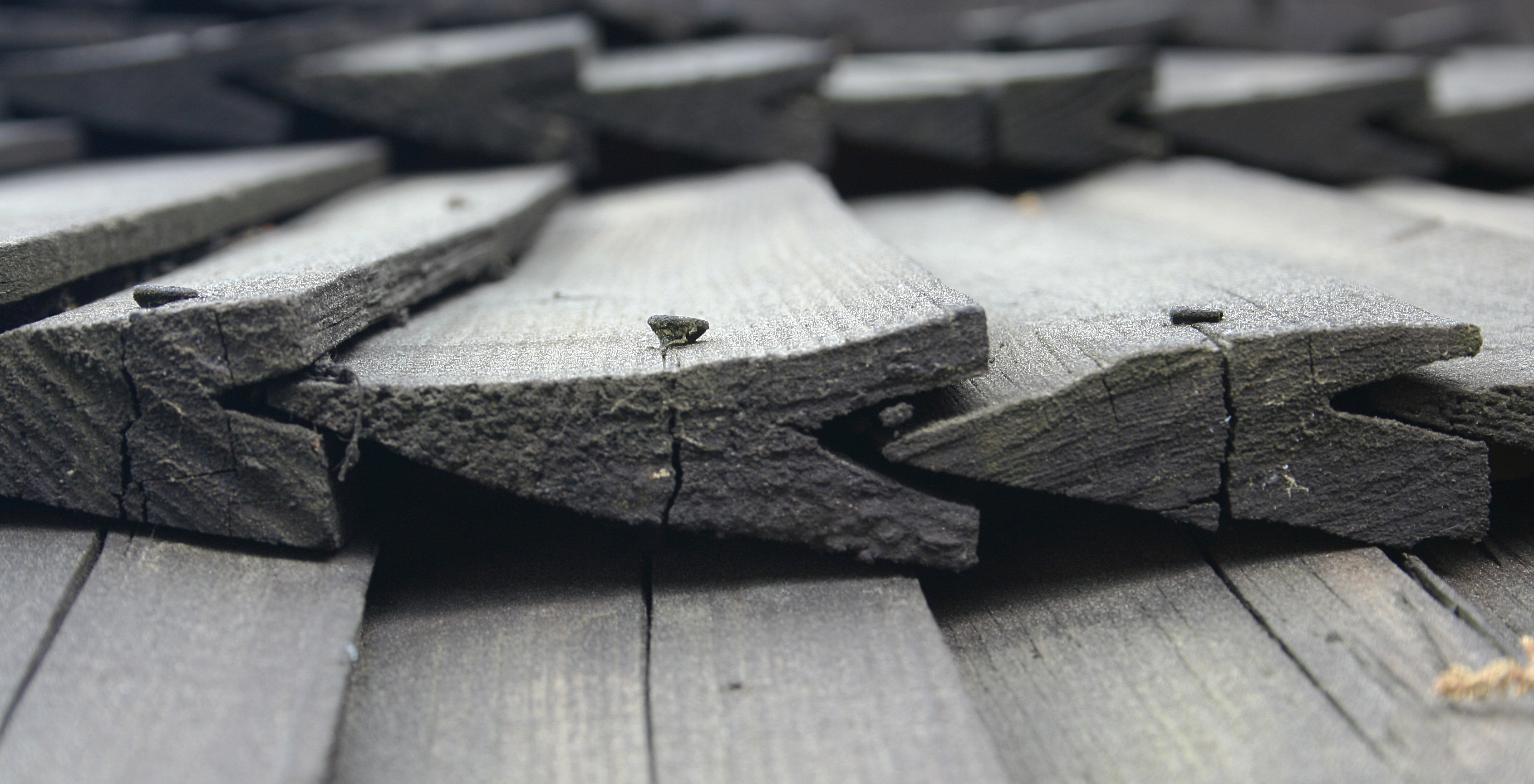
Kapcsolódó zsindely
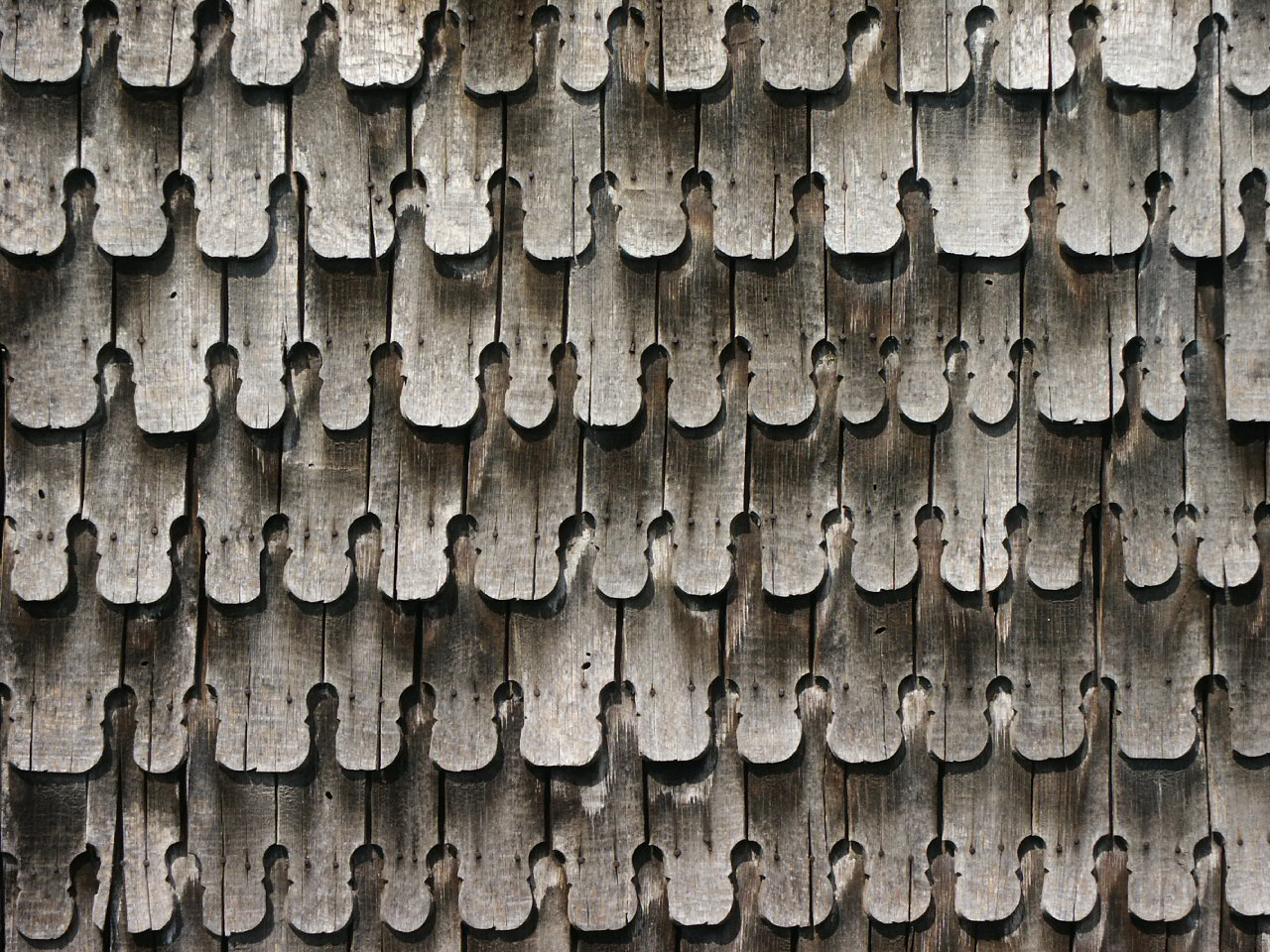
Épülethomlokzat a németországi Heenesben
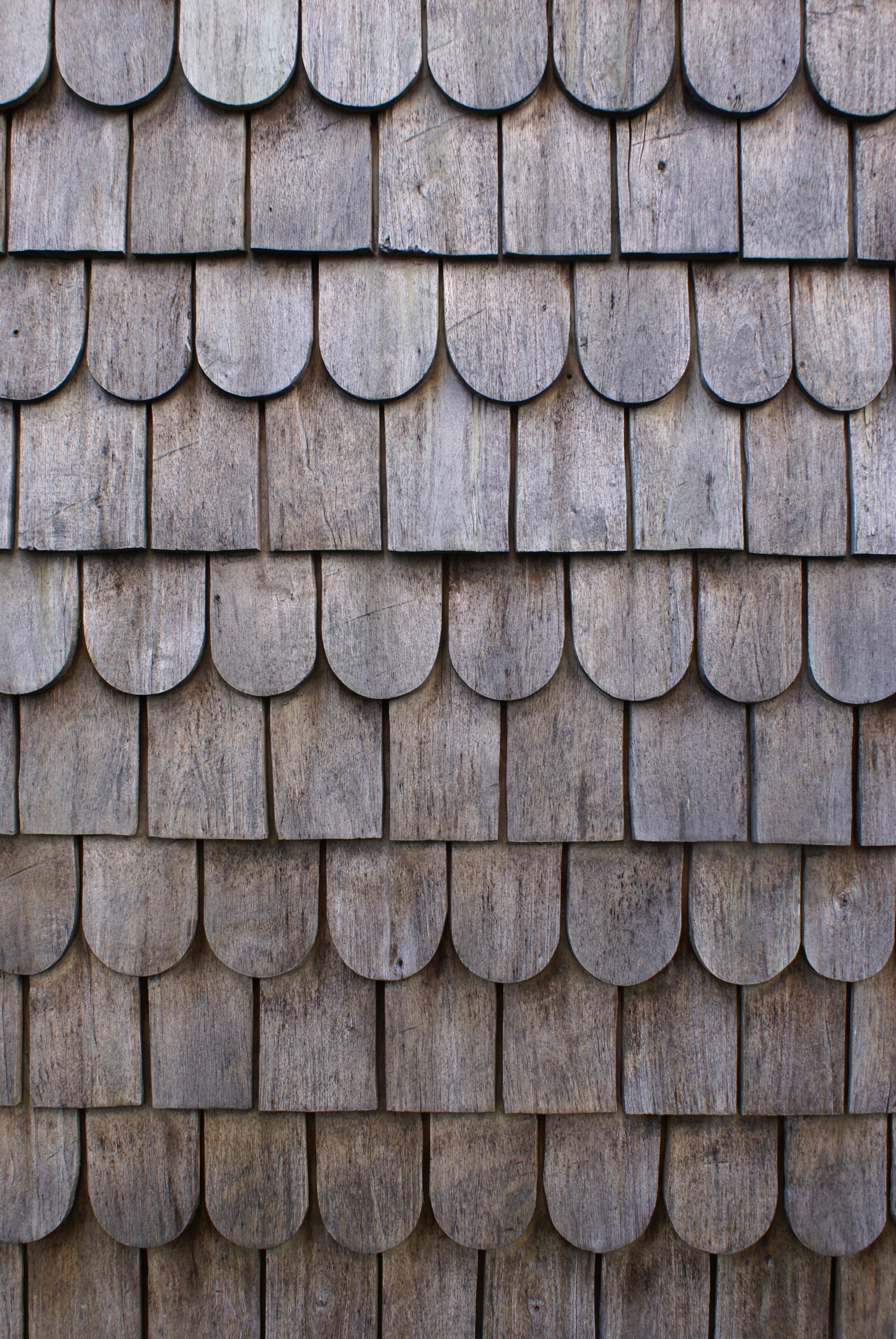
Akáciából készült függőleges zsindelyezés Grand Ilet templomán, Réunion szigetén